# Kalevi spordihall
De Kalevi spordihall is een multifunctionele arena in Tallinn, Estland, wijk Juhkentali. Het is gebouwd in 1962 en het biedt plaats aan 1.000 toeschouwers. De arena wordt het vaakst gebruikt voor basketbalwedstrijden, maar ook voor volleybal-, atletiek-, zaalvoetbal-, tennis- en gymnastiekwedstrijden. Het was de thuisbasis van basketbalclub BC Kalev/Cramo van 1998 t/m 2002.